# Григор Бурев
Григор Бурев е български просветен деец и революционер, деец на Вътрешната македоно-одринска революционна организаци.

## Биография
Роден е в град Щип, тогава в Османската империя. Взима дейно участие в освободителните борби на българите в Македония и става член на ВМОРО. Развива и просветна дейност и работи като учител в Кочани. Член е на околийския революционен комитет в 1898 година. През 1905 година е учител в Куманово.
През октомври 1915 година изпраща писмо до Христо Матов по опровержение на клеветите във вестник „Вечерна поща“ относно революционерката Цвета Божова и по въпроси за подпомагане на бежанците и вдовиците, пострадали от сръбската власт.